# BLEACH 死神 劇場版－無人的記憶
《BLEACH 死神 劇場版－無人的記憶》（劇場版BLEACH MEMORIES OF NOBODY，Bleach: Memories of Nobody）是於2006年改编自日本漫畫家久保帶人作品《BLEACH》的劇場版第1作。

## 故事簡介
在東邊郊外的空座町集體出現大量不明來歷的白色魂魄。死神代理黑崎一護和朽木露琪亞迅速趕去處理，卻遇上神秘的死神少女茜雫，她更輕易把大多數的魂魄消滅。一護對眼前這位少女的身世感到非常疑惑，茜雫卻拒絕向他解釋。茜雫其後被不知名的人士綁架，幸好一直跟隨著她的一護及時伸出援手。
這時在屍魂界靜靈庭的天空，突然出現了不尋常的現世街道影像。屍魂界與現世之間本來有一個名為「斷界」的空間將兩者分離，達至和平共存。原來曾於空座町出現的魂魄其實是沒有了記憶的「欠魂」，而從一眾「欠魂」中分離出來的記憶則匯聚成「思念珠」——一個有著少女模樣的記憶體。
「思念珠」來到現世後，成為黑暗勢力主腦嚴龍所計劃的恐怖陰謀中重要的一環。嚴龍一心利用「思念珠」來吸引「欠魂」，從而產生可怕而強大的能量，使被「斷界」分隔的屍魂界與現世互相碰撞，產生衝突導致世界滅亡。正義的一護能否及時終止這場浩劫？死神少女茜雫又與這個恐怖陰謀有什麼關係？

## 登場角色
| 角色名                     | 配音員     | 配音員   | 配音員   |
| 角色名                     | 日本       | 台灣     | 香港     |
| 主要角色                   | 主要角色   | 主要角色 | 主要角色 |
| -------------------------- | ---------- | -------- | -------- |
| 黑崎一護                   | 森田成一   | 劉傑     | 李家傑   |
| 朽木露琪亞                 | 折笠富美子 | 錢欣郁   | 林芷筠   |
| 茜雫                       | 齋藤千和   | 馮嘉德   | 陳琴雲   |
| 巖龍                       | 江原正士   | 吳文民   |          |
| 護廷十三隊（隊長）         |            |          |          |
| 山本元柳齋重國             | 塚田正昭   | 李香生   | 陳旭明   |
| 碎蜂                       | 川上倫子   | 錢欣郁   | 陳安瑩   |
| 朽木白哉                   | 置鮎龍太郎 | 吳文民   | 陳旭明   |
| 京樂春水                   | 大塚明夫   | 吳文民   | 劉文光   |
| 日番谷冬獅郎               | 朴璐美     | 錢欣郁   | 陳安瑩   |
| 更木劍八                   | 立木文彦   | 李香生   | 劉文光   |
| 涅繭利                     | 中尾隆聖   | 林谷珍   | 陳旭明   |
| 浮竹十四郎                 | 石川英郎   | 林谷珍   | 李建良   |
| 護廷十三隊（副隊長、席官） |            |          |          |
| 吉良井鶴                   | 櫻井孝宏   | 林谷珍   | 陳旭明   |
| 阿散井戀次                 | 伊藤健太郎 | 林谷珍   | 陳志強   |
| 射場鐵左衛門               | 西凛太朗   | 李香生   | 李建良   |
| 松本亂菊                   | 松谷彼哉   | 馮嘉德   | 王慧珠   |
| 草鹿八千流                 | 望月久代   | 錢欣郁   | 陳安瑩   |
| 斑目一角                   | 檜山修之   | 林谷珍   | 陳冠宏   |
| 綾瀬川弓親                 | 福山潤     | 于正昇   | 葉偉麟   |
| 現世                       |            |          |          |
| 魂                         | 真殿光昭   | 吳文民   | 葉偉麟   |
| 石田雨龍                   | 杉山紀彰   | 吳文民   | 陳旭明   |
| 茶渡泰虎                   | 安元洋貴   | 林谷珍   | 楊耀泰   |
| 井上織姬                   | 松岡由貴   | 馮嘉德   | 王慧珠   |
| 浦原喜助                   | 三木眞一郎 | 李香生   | 陳冠宏   |
| 握菱鐵齋                   | 梁田清之   | 林谷珍   | 蔡忠衛   |
| 花刈甚太                   | 本田貴子   | 錢欣郁   | 林芷筠   |
| 黑崎一心                   | 森川智之   | 李香生   | 陳旭明   |
| 黑崎夏梨                   | 釘宮理惠   | 馮嘉德   | 林芷筠   |
| 黑崎遊子                   | 瀨那步美   | 錢欣郁   | 陳安瑩   |
| 技術開發局                 |            |          |          |
| 阿近                       | 奧田啟人   | 劉傑     |          |
| 壺府凜                     | 齊木美帆   | 錢欣郁   |          |
| 其他角色                   |            |          |          |
| 友哉                       | 小坂友霸   | 錢欣郁   |          |
| 賈                         | 松本大     | 李香生   | 蔡忠衛   |
| 潘                         | 本田貴子   | 錢欣郁   | 王慧珠   |
| 漠                         | 不明       | 劉傑     | 陳旭明   |
| 涼                         | 森川智之   | 林谷珍   | 李建良   |
| 寶                         | 梁田清之   | 吳文民   | 楊耀泰   |
| 特別出演                   |            |          |          |
| 安田大馬戲團               | 團長安田   | 李香生   |          |
| 安田大馬戲團               | HIRO       | 林谷珍   |          |
| 安田大馬戲團               | 小黑       | 吳文民   |          |
| 可愛的店員                 | 森下千里   | 錢欣郁   | 陳安瑩   |

## 製作人員
- 原作：久保帶人
- 導演：阿部記之
- 劇本：十川誠志
- 角色設定：工藤昌史
- 音樂：鷺巢詩郎

## 主題樂曲
「千の夜をこえて」
- 作詞、作曲：太志
- 主唱：Aqua Timez

## 小說
作者：久保帶人（原著）、松原真琴（小說）、十川誠志（劇場版腳本）
| 卷數 | 集英社 | 集英社         | 集英社             |
| 卷數 | 副標題 | 發售日期       | ISBN               |
| ---- | ------ | -------------- | ------------------ |
| 全   |        | 2006年12月18日 | ISBN 4-08-703174-8 |

## 外部連結
- 官方网站

1. ↑  . 集英社.   [2022-03-05]. （原始内容存档于2022-03-05） （日语）.